# Zichy Miklós (politikus)
Gróf zicsi és vázsonykői Zichy Miklós (Komáromszentpéter, 1856. szeptember 2. – Csernyivci, Orosz Birodalom, 1915. június 23.) katonatiszt, királyi kamarás, politikus, a Zichy család tagja.

## Életrajza
Édesapja gróf Zichy Gábor (1827–1899), édesanyja báró Sophie von Vittinghoff gt Schell zu Schellenberg (1824–1912). A Komárom vármegyei Szentpéteren született a nagy múltú Zichy családba. Tanulmányait szülőfalujában, Pozsonyban illetve Ausztriában végezte, majd beiratkozott a morvafehértemplomi lovas-hadiapródiskolába, melynek elvégzése után a 11. huszárezredbe osztották be. 1889 és 1892 között Frigyes főherceg udvarában szolgált, majd 1894-ben főhadnagyi rangban leszerelt és hazament szentpéteri birtokára gazdálkodni. Ott virilista jogon a Komárom vármegyei törvényhatóság tagja lett, melynek ügyeiben aktívan részt vett a függetlenségi oldalon.
Az 1905-ös választásokon indult először, ahol a Függetlenségi és Negyvennyolcas Párt színeiben meg is nyerte az udvardi kerületet. Az 1906-os választásokon újrázni tudott, 1910-ben azonban már nem került be a parlamentbe. Az első világháború kitörését követően újra bevonult katonának. Az orosz frontra vezényelték, ott is hunyt el a ma Ukrajnához tartozó Csernyivciben 1915-ben.